# ناتالیا روسنچنکو
ناتالیا روسنچنکو (اوکراینی: Наталія Русначенко؛ زادهٔ ۱۳ مهٔ ۱۹۶۹) بازیکن هندبال اهل اتریش است.